# Trip-Hop Anthology
A Trip-Hop Anthology egy 2007-ben, az Wagram Electronic kiadó gondozásában megjelent válogatásalbum. A négy CD-s gyűjtemény a műfaj abszolút "best of" összeállítása.

## CD1
- Nightmares on Wax – Les Nuits
- Tricky – Evolution Revolution Love
- The Cinematic Orchestra feat. Fontella Bass – All that you give
- Kruder & Dorfmeister – High Noon
- Bang bang feat. Jay Jay Johanson – Two Fingers
- Dj Cam – Dieu Reconnaitra Les Siens
- Coldcut – Eine Kleine Hedmusik
- Boards of Canada – Roygbiv
- Sofa Surfers – Sofa Rockers
- Plaid feat. Björk – Lilith
- Mr. Scruff – So Long
- I:Cube – Adore
- Amon Tobin feat. Kid Koala – Untitled
- CirKus – Starved
- La Funk Mob – Sans remission

## CD2
- Alex Gopher – The Child
- Smith & Mighty – Same
- Alpha – Elvis
- Juryman – The Morning
- Jazzanova – Bohemian Sunset
- Dj Food – Turtle Soup (Wagon Christ Mix)
- Red Snapper – Don't Go Nowhere
- Tek 9 – We're Getting Down
- The Mighty Bop – Infraroung
- Tosca – Chocolate Elvis
- The Herbaliser feat. Seaming To – Something Wicked
- Chateau Flight – Camping Jazz
- Hexstatic – Ninja Tune
- Kid Koala – The Emperor's Main Course (Laboratoire Mix)
- Wax Tailor feat. Charlotte Savary – Our Dance

## CD3
- Boozoo Bajou feat. Tony Joe White – Keep Going
- Dj Vadim feat. Sarah Jones – Your Revolution
- Kid Loco – She's My Lover (Song for R.)
- Quantic – Not So Blue
- Terranova – Contact
- The Sabres of Paradise – Planet D (Portishead remix)
- Thievery Corporation – It Takes a Thief
- A Guy Called Gerald feat. Louise Rhodes – Humanity
- Ian Simmonds – Swigging Millie (Slop Shop Remix)
- Funki Porcini – Purrfect
- Cris Profilic – Aurore
- Chateau Flight feat. La Caution – Une Epave Sur La Route
- Joakim – Thême Du Loup
- Luke Vibert – I Hear The Drummer
- Mike Ladd – Housewives At Play

## CD4
- Ursula Rucker feat. M.A.D. – 7
- The Majesticons – Helicopter Party
- The Cinematic Orchestra feat. Fontella Bass – Evolution II
- Sporto Kantes – Impressed
- Slow Train – In The Black of Night
- Skalpel feat. Yarah Bravo – Voice Of Reason
- Dj Cam – Innervisions
- Homelife – Too Fast
- Williams Traffic – Free At Last
- Bonobo – Believe
- Beth Hirsch – Nest Sensation (Ian Simmonds Full Vox Repro)
- Gilb'r vs. U-Roy – Paris Romance
- Kruder & Dorfmeister – Black Baby
- Up, Bustle and Out – Aqui No Ma
- Wagon Christ – The Premise